# سیارک ۴۷
سیارک ۴۷ (به انگلیسی: 47 Aglaja) چهل و هفتمین سیارک کشف شده‌است که در ۱۵ سپتامبر ۱۸۵۷ و در دوسلدورف کشف شد.
قدر مطلق سیارک برابر ۷٫۸۴ است.